# Félix Nisen
Félix Nisen, né à Liège le 16 juin 1850 et mort dans sa ville natale le 30 décembre 1889, est un peintre belge. Il est le fils du peintre Jean-Mathieu Nisen.

## Biographie
Né à Liège le 16 juin 1850, Félix Nisen est le fils et l'élève du peintre Jean-Mathieu Nisen,,,. En 1872, il voyage en Italie avec Adrien de Witte,,,, ; ils passent par Munich et le Tyrol, visitent Venise et Vérone puis séjournent à Rome où ils rendent visite à Pierre Joseph Antoine (1840-1913), pensionnaire de la Fondation Darchis et auteur, entre autres, des peintures murales de l’église Sainte-Véronique de Liège.
En 1879, il obtient la bourse de la Fondation Darchis,, mais comme il s'est marié avec Jeanne Charlotte Henriette Hougardy en 1876, et que le couple a un enfant en bas âge (le petit Félix Mathieu Adolphe Marie Nisen, né le 11 août 1877), il y renonce au profit de son ami Adrien de Witte,. Le critique d'art Jules Bosmant détecte dans ce renoncement l'amorce d'une carrière artistique en demi-teinte : « Félix Nisen fils de Jean-Mathieu, après des études sérieuses, avait été le compagnon d'Adrien de Witte, lors du premier voyage d'Italie ; lorsque, quelques années plus tard la bourse Darchis lui fut offerte il se récusa et mit en avant son ami ; ce geste de renoncement prélude au silence où va s'enfoncer le peintre qui reste l'auteur de quelques bons portraits et de petits tableaux de genre. »
Félix Nisen a une fille en 1883. Âgé alors de 39 ans, il meurt le 30 décembre 1889 à Liège,,,. Il est inhumé au Cimetière de Robermont à Liège.

## Œuvre

### Style et techniques artistiques
Il peint principalement des portraits et des tableaux de genre,,,. Au sujet de son œuvre, Jacques Goijen indique que « tout comme son illustre père, il réalisera nombre de portraits de qualité » et que « son séjour en Italie en compagnie du fameux Adrien de Witte le mènera à la scène de genre ». Quant à Camille Lemonnier, il estime, en 1881, que Félix Nisen « révèle des dons heureux dans des impressions prises sur nature ».

### Catalogue et musées
Plusieurs de ses portraits sont présents dans les collections du Musée de l'art wallon (La Boverie),.

### Galerie

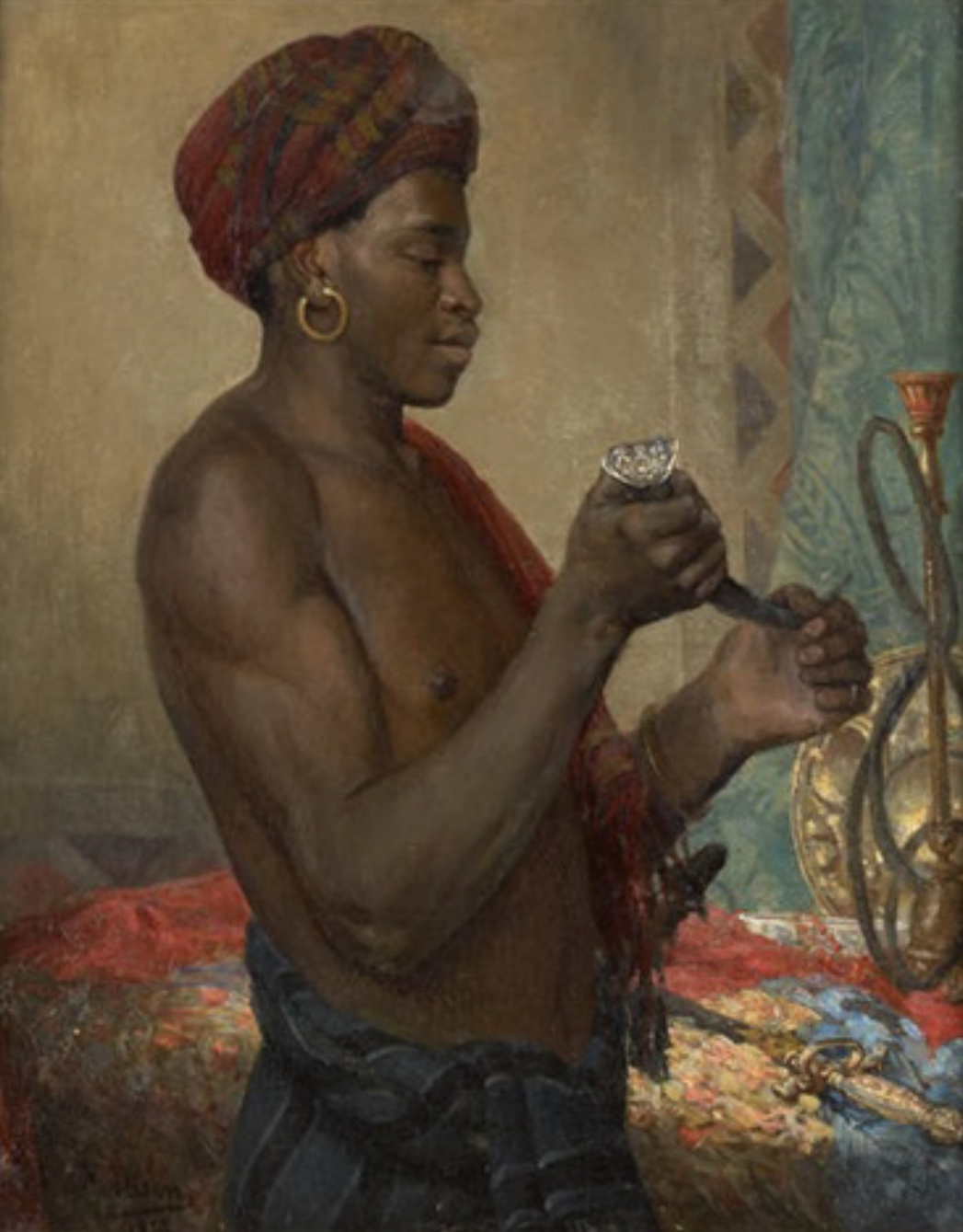
La préparation du narguilé, 1872 (huile sur toile ; 81 × 65 cm), collection privée.
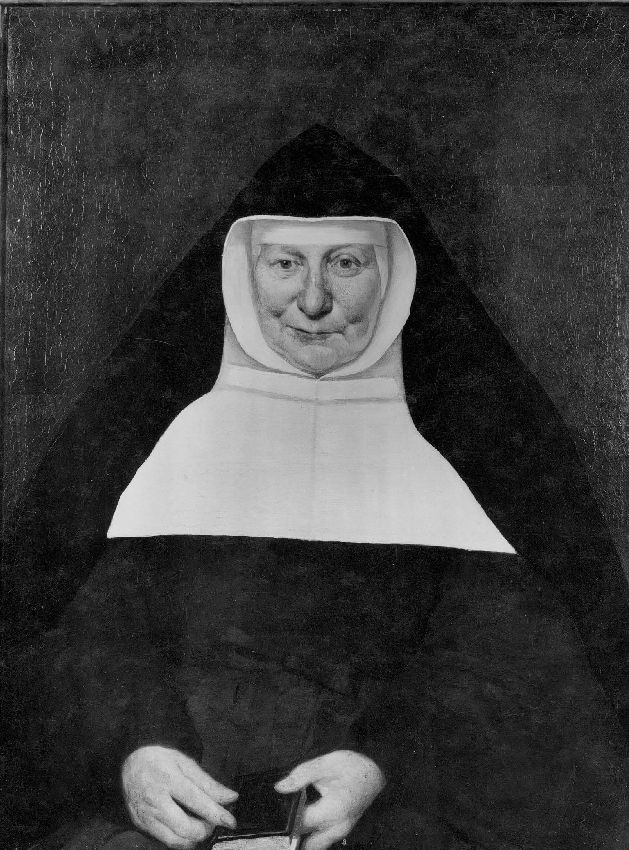
Portrait de Jeanne Joséphine de Gelling, en religion Sœur Marie, 1879 (huile sur toile ; 85 × 65 cm ; photographie de 1957 du KIK-IRPA), Liège, hôpital Sainte-Agathe.
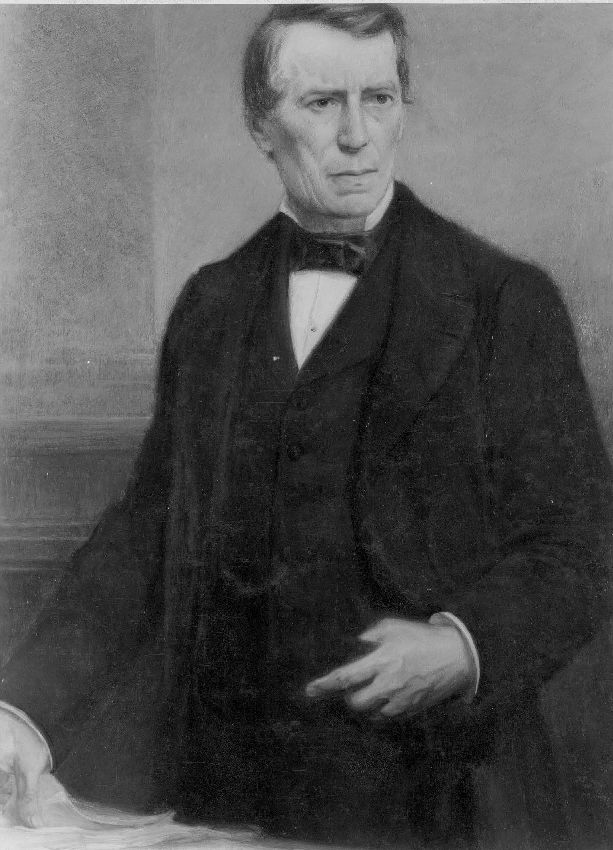
Portrait de Jacques Joseph Jamar, avant 1889 (huile sur toile ; 96 × 67 cm ; photographie de 1955 du KIK-IRPA), Liège, musée de l'Art wallon.
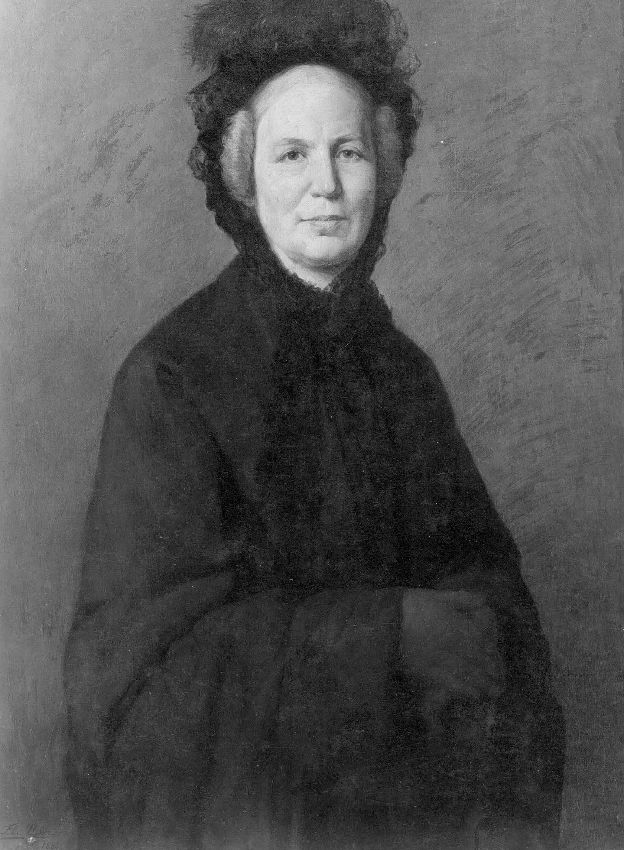
Portrait de Marie Joséphine Ida Raick, 1886 (huile sur toile ; 96,5 × 66 cm ; veuve de Jacques Joseph Jamar ; photographie de 1955 du KIK-IRPA), Liège, musée de l'Art wallon.
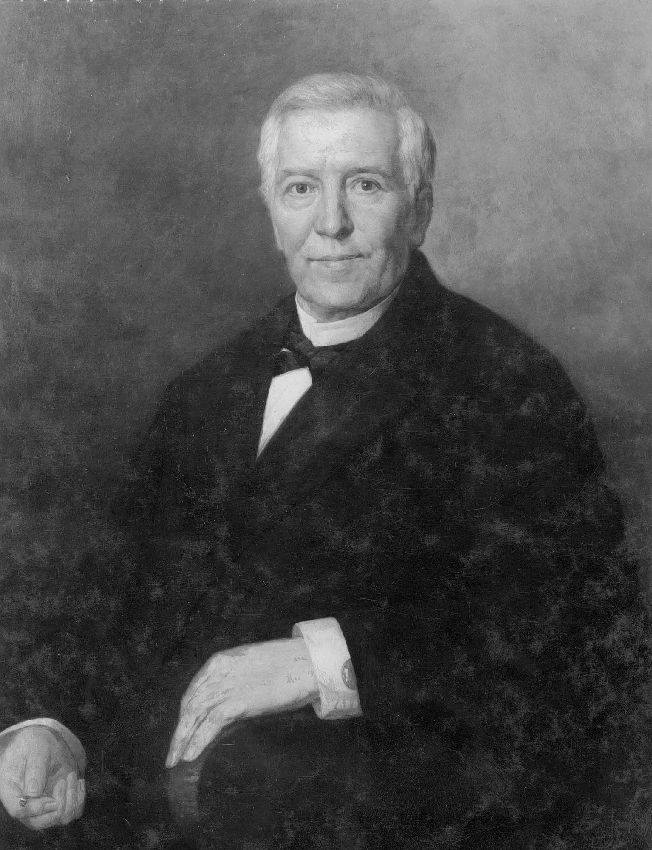
Portrait de Pierre Joseph Lemille, 1887 (huile sur toile ; 85,5 × 65,5 cm ; photographie de 1956 du KIK-IRPA), Liège, musée de l'Art wallon (en dépôt au musée d'Armes à Liège).

## Expositions
- 1875 : Salon de Bruxelles, du 23 août au 15 novembre, place du Petit Sablon, Bruxelles (le peintre y présente trois œuvres intitulées Fantaisie, Pâquerette et La guardienne)[18].
- 1876 : Salon d'Anvers, du 13 août au 1er octobre, rue Vénus, Anvers (il y expose 3 œuvres : Le croquis, Le bouquet de roses et Un petit ardennais)[19] ; Exposition universelle de Philadelphie, du 10 mai au 10 novembre, Fairmount Park, Philadelphie (ses tableaux Aux Champs, Ardennes et Tête de fantaisie y sont présentés)[20].
- 1877 : XXXe Exposition triennale - Salon de Gand, du 26 août au 2 novembre, casino de Gand, Gand (l'artiste y expose un portrait, Dans les bruyères et Une ardennaise)[21].
- 1878 : Salon de Bruxelles, du 5 septembre au 3 novembre, un immeuble situé entre l'avenue du Midi et le boulevard du Hainaut, Bruxelles (Nisen y expose 2 œuvres : La toilette du bébé et Fantaisie)[22].
- 1879 : Salon d'Anvers, du 10 aoûtau 1er octobre, rue Vénus, Anvers (il y expose 2 œuvres : Jeune fille allant au fourrage et Aux champs)[23].
- 1880 : XXXIe Exposition triennale - Salon de Gand, du 15 août au 2 novembre, casino de Gand, Gand (le peintre y expose 2 toiles : Jeune fille allant au fourrage et Coquetterie)[24] ; Exposition des beaux-arts de Spa (il propose un paysage Environs de Spa)[25].
- 1883 :  XXXIIe Exposition triennale - Salon de Gand, du 26 août au 4 novembre, casino de Gand, Gand (Nisen y expose deux portraits)[26] ; Exposition de Liège de 1883 (il expose un portrait)[27].
- 1886 :  XXXIIIe Exposition triennale - Salon de Gand, du 15 août au 24 octobre, casino de Gand, Gand (l'artiste y expose Portrait de Mme la marquise de Péralta)[28].
- 1887 : Salon de Bruxelles, du 1er septembre au 1er novembre, musées royaux des Beaux-Arts de Belgique, Bruxelles (Nisen y expose le Portrait du comte Philippe de Limburg-Stirum)[29].
- 1888 : Exposition des Beaux-Arts, du 29 avril au 17 juin, Conservatoire royal, Liège[30].

## Prix et distinctions
- 1874 : médaille à l'Exposition internationale de Londres pour sa toile Les récolteurs de pommes-de-terre[22].